# Dasburg
Dasburg is een plaats in de Duitse deelstaat Rijnland-Palts, en maakt deel uit van de Eifelkreis Bitburg-Prüm. Door middel van het oversteken van de grensrivier Our bereikt men Luxemburg. Boven het dorp steekt een kasteelruïne uit. Verder kan er in de omgeving goed gewandeld worden. Dasburg telt 225 inwoners.
De Koning der Nederlanden draagt onder meer de titel "Heer van Dasburg".

## Bestuur
De plaats is een Ortsgemeinde en maakt deel uit van de Verbandsgemeinde Arzfeld.
Verbandsvrije stad:  Bitburg